# Feroculus feroculus
Feroculus feroculus — вид ссавців родини мідицевих. Це єдиний вид у роді Feroculus. Він ендемічний для Шрі-Ланки та південної Індії. Його природним середовищем існування є субтропічні або тропічні сухі ліси та луки та болота. Йому загрожує втрата середовища проживання. Вид названий на честь зоолога Едварда Фредеріка Келаарта.

## Опис
Довжина голови і тіла 11–12 см. Довжина хвоста 7–8 см. Волосяний покрив синій, м'який, короткий. Рівномірний попелясто-чорний зверху, блідіший і глянцевий знизу. Передні лапи майже білі, дуже довгі і червонуваті кігті. Хвіст покритий тонкими волосками, а також кількома довгими щетинистими волосками.

## Спосіб життя
Ці землерийки населяють лише центральні високогір'я Шрі-Ланки, де вони населяють райони з густим підліском до 2150 метрів над рівнем моря. В іншому випадку про їхній спосіб життя мало що відомо. Великі кігті на передніх лапах, ймовірно, вказують на принаймні частково підземний спосіб життя.